# كوم مازن
كوم مازن إحدى قرى مركز تلا التابع لمحافظة المنوفية بجمهورية مصر العربية.

## السكان
بلغ عدد سكان كوم مازن 3,808 نسمة، منهم 2،035 رجل و1،773 إمرأة، حسب الإحصاء الرسمي لعام 2006.